# 谭植棠

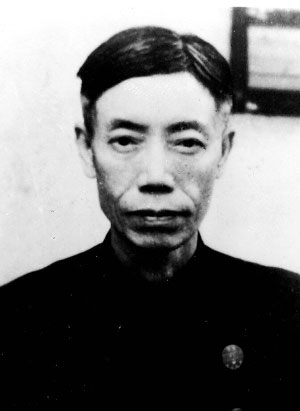

谭植棠（1893年—1952年6月），男，广东高明人，中国革命家，广州共产党创立者之一，中国共产党早期领导人。

## 生平

### 早年生涯
1893年，谭植棠生于广东省高明县（今佛山市高明区）明城镇濠基村一个富裕人家，为其祖父谭超喜的长子嫡孙。谭家有几百亩田地和一家米店。谭植棠的乳名为“亚定”。谭植棠自幼喜爱读书，祖父曾命其辍学当掌柜，被谭植棠拒绝。后来，谭植棠考入广东高等师范学校附属中学。

### 在北大
1917年，谭植棠考入北京大学文科，入历史系，与同年考入北京大学哲学系的族叔谭平山一起赴北京。在北京大学，谭植棠和谭平山、陈公博（也于同年考入北京大学，广东人）住在同一个宿舍，交情甚好。通过谭平山、陈公博的介绍，谭植棠阅读了《新青年》、《每周评论》等书刊，李大钊发表的《庶民的胜利》和《布尔什维主义的胜利》等文，接受了社会主义思想。在新文化运动中，谭植棠成为其所在班级中少有的参加白话文革新的学生。陈公博在《我和共产党》中说，“至于植棠倒是朴实无华，忠于待人，信于所守，他是学史地的，因平山的关系，我才认识他。我对于植棠的印象和交谊都比别人为深，至今怀念斯人，犹恋恋不释。”
1919年，五四运动爆发。1919年5月4日，谭植棠和谭平山随游行队伍游行到天安门前。火烧赵家楼的时候，谭平山怕谭植棠体力薄而遭打，所以让谭植棠别乱跑，谭植棠却跑到队伍前面带头挥舞旗帜。5月6日，北京中等以上学校学生联合会成立，谭植棠负责该会的宣传工作。同学称其“性格沉稳，宣传鼓动能力极强”。后来，谭植棠在致广州同学谭天度的信中回忆称，“斯时的北大，乃是中国革命青年的熔炉。”

### 妙手著文
谭植棠、谭平山、谭天度均为高明县明城镇人，家族中还是亲戚，后世称他们三人为“革命三谭”。三人少年时曾共同探讨康有为的《大同书》、赫胥黎的《天演论》等。在北京大学期间，谭植棠常给谭天度寄送进步书刊，其中有许多谭植棠发表的文章。谭植棠早期所写的文章多关于中国历史及政治兴亡等，在北京大学学习后期，其文中开始出现社会主义、民主等词语。
五四运动之后，许多参与过五四运动的北京大学学生都南下。谭平山、谭植棠等抵达上海，于1920年3月创办《政衡》杂志。谭植棠为该杂志主要撰稿人。《政衡》第一卷第二号共有十篇文章，其中谭植棠就撰写了《平民主义最后的胜利》等八篇文章，谭植棠认为中国人民应当同俄国人民建立友好关系，并且确定中国必须走俄国革命的道路。谭植棠发表的《防止过激派》称，
政治，要以人道正义为前提，以安宁幸福为目的，以自由平等为归宿，而实行全民政治，务使人人都有直接为治的权能，凡种种专制独断的政治，都应该早日除去。

### 办报启发民智
谭植棠之子谭汉威回忆称，“当时，他（谭植棠）接受了新思想、新文化，学习了马克思主义，认识到如果想改造半殖民地半封建的中国，一定要打倒帝国主义、推翻国内军阀，尤其必须教育群众、组织群众、发动群众一致起来，才能达到目的。”
1920年下半年，谭植棠、谭平山、陈公博等回到广州。谭植棠获聘为广东公立法政大学教员，兼授广东高等师范学校课程。回广州后，按此前的约定，谭植棠、谭平山等筹办《广东群报》。“如果我们有自己的阵地，就可以扩大宣传和影响，号召民众起来，改变目前的现状。”同年10月，陈独秀应谭植棠等人的邀请，在《广东群报》创刊号上发表《敬告广州青年》一文，望“诸君做贫苦劳动者的朋友，勿为官僚资本家佣奴”。《广东群报》创刊之后，辟专栏宣传马克思主义。1921年1月1日，谭植棠在《广州群报》上发表《最危险的———续出的顽固党》一文称，
可怜中国人，眼光如豆，胆小如鼠，顽固保守，不加审察，当此社会革命淘涌的时候，竟视社会主义为梦想，同盟罢工为盲动。你们须知道现在的政治不打破，无以脱自由网罗，现在的经济制度不推倒，乃难得到多数的幸福。……青年啊———快要逃出你们的奴隶圈，做个独立的自由民；快要信仰社会主义，去实现社会的革命；不要做续出的顽固党，以阻碍社会的进化。

### 创建共产党
1920年8月，上海共产党早期组织成立之后，陈独秀致信谭平山、谭植棠，商量在广州建党。1920年12月，应陈炯明的邀请，陈独秀赴广州任广东教育委员会主任。陈独秀抵达广州后，便邀谭平山、谭植棠等商谈建党事宜。
1921年3月，广州共产党成立，共有9名党员。书记先后由陈独秀、谭平山担任，谭植棠负责宣传工作，并且兼任党组织机关报《广东群报》经理。谭植棠还创立了“马克思主义研究会”以及宣传员讲习所。该宣传员讲习所及其后成立的“注音字母教导团”，均隶属广东教育委员会。谭植棠分别任教导主任和教员。授课内容为反帝反封建、社会主义、阶级斗争、群众运动等等。讲习所还设有工人夜校，并办有机械工人学校。
第一次国共合作之后，在广州办了六届农民运动讲习所（简称“农讲所”）。六届农讲所的负责人均为中国共产党党员，谭植棠为第四届农讲所所长，该届于1925年5月1日开学，同年9月1日毕业。原有学员共98人，毕业时共51人。
1926年冬，谭植棠在讲演时遭数个右派分子捣乱。谭植棠因激动而肺病复发，吐血昏迷。经救醒之后，谭植棠向前来探望的同志们说的头一句话是“重返自己的战斗岗位”。

### 返回家乡
谭植棠生病之后，正逢蒋介石发动了四一二事件。广州的中国国民党组织也大批清理中国共产党党员及群众。在这种紧张的形势下，中共党组织决定，将正在广州住院治疗的谭植棠转至东莞的一家医院。当晚，几个特务闯入谭植棠家中搜查，在屋内搜出一条写有“广州总工会代表会”的红布。特务称“这是奸党活动的证据！”乃逼谭植棠的妻子罗亚女交出谭植棠，将罗亚女殴打得口吐鲜血。随后，罗亚女患重病，终于咳血而亡。
谭植棠转往东莞后，广东的中共党组织已遭严重打击，谭植棠又被国民政府通缉。谭植棠的叔父谭仲珊闻讯赶赴东莞，将谭植棠接到澳门，又让其躺在一口棺材内，雇船将棺材运回家乡。
回到家乡之后，谭植棠同中共党组织失去联系，在家中养病两年，肺痨才痊愈。1927年到1937年，谭植棠一直在家治病。据谭植棠的第二任妻子潘少雄回忆称，1944年，国民党的警察要逮捕谭植棠，却被谭植棠的农民打扮蒙骗过去。

### 重新参加革命
1944年底，谭植棠被派赴东江根据地任职，此后赴香港对中国国民党高层人士进行统战工作。1945年冬，经过分管华南工作的周恩来审理，谭植棠恢复了中国共产党党籍。
中华人民共和国成立后，谭植棠被派赴肇庆，任西江行政专署工商科科长兼贸易公司、粮食公司、百货公司经理。1952年春，在三反五反运动中，谭植棠受到错误处分，并被撤销中国共产党党籍。
1952年6月，谭植棠在广州逝世。

## 身后
1979年，谭植棠获得平反，处分被撤销，中国共产党党籍获得恢复。